# Crisanto Grajales
Crisanto Grajales Valencia (Veracruz, 6 mei 1987) is een triatleet uit Mexico. Hij nam namens zijn vaderland deel aan de Olympische Spelen in Londen. Daar eindigde hij op de 28ste plaats in de eindrangschikking met een tijd van 1:50.08. Hij won de gouden medaille voor zijn vaderland bij de Pan-Amerikaanse Spelen 2015.

## Palmares

### triatlon
- 2005: 46e WK olympische afstand in Gamagōri - 1:00.02
- 2013: 23e WK olympische afstand - 1105 p
- 2015: 7e WK olympische afstand - 3005 p
- 2015:  Pan-Amerikaanse Spelen
- 2016: 8e WK olympische afstand - 1640 p